# Долганов, Александр Васильевич
Алекса́ндр Васи́льевич Долга́нов (26 августа 1944, Саратовская область, РСФСР, СССР — 29 ноября 2011, Пенза, Россия) — советский и российский промышленный и государственный деятель.
Вице-президент Всемирной Академии Наук комплексной безопасности (ВАНКБ), действительный член ВАНКБ, действительный член общественной организации «Международная академия информатики и информатизации», доктор технических наук, профессор. Один из идеологов и руководителей разработки и внедрения автоматизированных систем управления на АвтоВАЗе.
Автор многих научных публикаций и трудов, опубликованных в СССР и за рубежом, учебника для вузов «Основы теории информационных сетей» (1987 год). В течение 2002—2005 годов написал три книги под общим названием «Россия на распутье», продолжившие серию «Реформы и политика Смутного времени»: «Русский выбор», «Общий путь» и «Реформы: новый курс».

## Биография
Родился 26 августа 1944 года в Саратовской области.
Среднюю школу окончил с медалью в 1962 году. После окончания с отличием в 1967 году Пензенского политехнического института (ныне Пензенский государственный университет) по специальности вычислительная техника — в течение 15 лет проработал на Волжском автозаводе. Прошёл путь от молодого специалиста до главного инженера (с 1978 года) Управления организации производства объединения «АВТОВАЗ». В 1976 году в МВТУ имени Баумана без отрыва от производства защитил кандидатскую диссертацию.
С 1982 года — директор проектно-конструкторского института в Куйбышеве. С конца 1985 года — начальник Главсистемпрома, член Коллегии Минприбора СССР. Участник ликвидации аварии на Чернобыльской АЭС в мае 1986 года.
В 1989—1992 годах — заместитель министра электротехнической промышленности и приборостроения СССР, член Коллегии Минэлектротехприбора СССР. После распада СССР — президент концерна «Россистемприбор», созданного на базе предприятий бывшего Минприбора СССР.
В 1999 году возглавлял Правительство Пензенской области. В 2000—2001 годах, в связи с изменением структуры управления регионами, был заместителем Губернатора Пензенской области по промышленности и экономике.
В 2002 году участвовал в выборах губернатора Пензенской области, набрал 1,34 % голосов. С марта 2011 года принимал участие в деятельности Монархической партии «Самодержавная Россия», один из организаторов регионального отделения партии в Пензенской области.
Умер 29 ноября 2011 года. Похоронен на Новозападном кладбище города Пензы.

## Награды
- В 1979 году за разработку и внедрение технического обеспечения «АСУ-ВАЗ», включающего многомашинный комплекс, был награждён серебряной медалью ВДНХ СССР.